# Старогумерово
Старогуме́рово (баш. Иҫке Ғумәр) — село в Кушнаренковском районе Башкортостана, административный центр Старогумеровского сельсовета.

## Географическое положение
Находится на берегу реки Кармасан.
Расстояние до:
- районного центра (Кушнаренково): 35 км,
- ближайшей ж/д станции (Чишмы): 32 км.

## Население
| 2002 | 2009 | 2010 |
| ---- | ---- | ---- |
| 617  | ↗648 | ↘581 |

Национальный состав
Согласно переписи 2002 года, преобладающие национальности — татары (50 %), башкиры (48 %).

## Религия
В селе есть мечеть.

## Известные уроженцы
- Валеев, Салих Шайбакович (22 октября 1912 — 12 октября 1970)  — старший лейтенант Рабоче-крестьянской Красной армии, участник советско-финской и Великой Отечественной войн, Герой Советского Союза[5].